# Federico IV de Lorena
Federico IV (en francés, Ferry) (15 de abril de 1282 – 21 de abril de 1329), llamado el Luchador, fue el duque de Lorena desde 1312 hasta su muerte. 

## Biografía
Federico nació en Gondreville, el hijo y sucesor de Teobaldo II e Isabel de Rumigny.
El 18 de octubre de 1314, en la dieta de Fráncfort, los príncipes electores del Sacro Imperio Romano Germánico no consiguieron elegir un sucesor al emperador Enrique, bien al pretendiente Habsburgo, Federico el Hermoso, el duque de Austria, o al Wittelsbach, Luis IV de Baviera. Por su matrimonio con Isabel, hija de Alberto I de Habsburgo, Federico era el cuñado de Federico el Hermoso, llamado Federico III de Alemania por sus partidarios, de quien Federico de Lorena era uno. El 28 de septiembre de 1322, en la batalla de Mühldorf, ambos Federicos fueron capturados. Era una oportunidad para que Carlos IV de Francia fortaleciera los lazos de Lorena con Francia y él rápidamente procuró la liberción del duque con la promesa de que Lorena no interferiría con los asuntos imperiales. 
En 1324, participó en una expedición a Aquitania contra los estados del rey Eduardo II de Inglaterra, pues Carlos IV había construido una fortaleza ilegalmente en territorio de Eduardo y había enviado a su tío, el conde Carlos III de Valois, contra las posesioes inglesas después de que Hugo le Despenser y el Joven Despenser apresó a Isabel de Francia, la hermana de Carlos IV y reina de Eduardo. Tomó parte en la Guerra de Metz en 1325 y 1326. Se unió a Felipe IV de Francia, el hijo de Carlos de Valois, en su sucesión en 1328 y murió en la batalla de Cassel (1328).

## Vida personal
En 1304, Federico IV se casó con Isabel de Habsburgo (1285–1352), hija del emperador Alberto I de Habsburgo. Tuvieron descendencia:
- Rodolfo (1320–1346), su sucesor en Lorena
- Margarita, casada con Juan de Chalon, señor de Auberive (m. 1350), luego Conrado, conde de Friburgo, y por último Ulrich (m. 1377), señor de Rappoltstein
- Cuatro hijos que murieron durante la infancia